# Uğur Şahin
Uğur Şahin (ur. 19 września 1965 w İskenderun) – niemiecki lekarz tureckiego pochodzenia zajmujący się badaniami nad onkologią i immunologią, od 2006 profesor Uniwersytetu Johanessa Gutenberga w Moguncji. Współzałożyciel, razem z żoną Özlem Türeci, przedsiębiorstwa BioNTech. Jeden z czołowych naukowców zajmujących się tworzeniem szczepionek przeciwko COVID-19.

## Życiorys
Urodzony w Turcji Şahin w wieku 4 lat przeniósł się wraz z rodzicami do Kolonii. Jako dziecko przez czytanie książek popularnonaukowych zainteresował się immunologią. W 1984 jako pierwsze dziecko tureckiego pochodzenia w swojej szkole zdał maturę, osiągając najlepsze wyniki w swoim roczniku.
W latach 1984–1992 studiował medycynę na Uniwersytecie Kolońskim, gdzie w 1992 obronił doktorat z dziedziny immunoonkologii, po czym przeniósł się na Uniwersytet Kraju Saary, gdzie w 1999 obronił habilitację z medycyny molekularnej. Dodatkowo w latach 1992–1994 studiował matematykę.
W latach 1992–2000 specjalizował się z interny oraz onkologii w Klinice Uniwersytetu Kraju Saary w Homburgu.
W 2000 przez kilka miesięcy pracował w Zurychu, po czym przeniósł się do Moguncji, gdzie pracował na różnych stanowiskach w Instytucie immunologii eksperymentalnej. W 2006 otrzymał tytuł profesorski.
Od 2002 jest w związku małżeńskim z Özlem Türeci, która również jest lekarką i wraz z nim prowadzi projekty naukowe. Ma jedną córkę.
W 2023 otrzymał Pour le Mérite za Naukę i Sztukę.
Şahin posiada 17,25% udziałów w założonej przez siebie firmie BioNTech, których wartość jest wyceniana na 13,3 miliarda dolarów, co czyni go jedną z 500 najbogatszych osób na świecie (stan na listopad 2021).

## Działalność naukowa
Şahin w swojej pracy naukowej zajmuje się wykorzystaniem ludzkiego systemu immunologicznego do zwalczania nowotworów oraz infekcji. Jest uznawany za jednego z pionierów wykorzystywania mRNA do szczepień oraz zindywidualizowanej immunoterapii chorób nowotworowych.
W 2001 wraz z żoną założył firmę Ganymed Pharmaceuticals, która zajmuje się rozwojem przeciwciał monoklonalnych przeciwko nowotworom. Firma rozwinęła przeciwciało monoklonalne Zolbetuximab, które ma zostać wykorzystane do terapii raka trzustki oraz żołądka i aktualnie znajduje się w trzeciej fazie badań klinicznych. W 2016 firma została sprzedana Astellas Pharma za 422 milionów euro.
W 2008 wraz z żoną założył spółkę BioNTech SE, która zajmuje się badaniem nad wykorzystaniem mRNA do spersonalizowanych immunoterapii u pacjentów z nowotworami oraz tworzenia szczepionek przeciwko chorobom infekcyjnym.
W styczniu 2020 rozpoczął badania nad opracowaniem szczepionki przeciwko COVID-19, które ukończył w tym samym roku, przedstawiając preparat Tozinameran, który w grudniu 2020 został dopuszczony do użytku m.in. w UE oraz USA.
Şahin wielokrotnie opowiadał się przeciwko obowiązkowym szczepieniom przeciw COVID-19.